# Frederique Darragon
Frederique Darragon (París, 29 de mayo de 1949) es una exploradora francesa conocida por su película documental Las torres secretas del Himalaya, que relata su expedición a las misteriosas torres de piedra de Sichuan y el Tíbet. Escribió un libro titulado también Las torres secretas del Himalaya. Es fundadora y presidenta de la Fundación Unicornio, a la que se destinaron los beneficios de la película. Es cofundadora del Instituto del Patrimonio del Unicornio de la Universidad de Sichuan.

Hizo varios descubrimientos importantes. Al datar con carbono trozos de madera de la estructura interna de las torres, confirmó que fueron construidas hace entre 500 y 1.800 años. El hecho de que muchas de las torres hayan sobrevivido a cientos de terremotos y temblores a lo largo de los años se debe probablemente a su diseño en forma de estrella, así como a su método de construcción, que intercala la mampostería con tablones o vigas de madera, una técnica antisísmica específica de esta parte de China y que todavía se emplea en la región. Junto con el gran número y el tamaño de las torres, esto es una prueba de que una vez existió una civilización sofisticada en estas zonas remotas.

Darragon cree que estas zonas se convertirán en una importante atracción turística y ha presionado para que las torres sean incluidas en la lista del Patrimonio Mundial de la UNESCO para su protección y conservación. 

## Trabajo
- Las torres Secretas del Himalayas. 2003 Documental
- Las torres Secretas del Himalayas. 2005 libro/chino inglés publicado en China   7-80709-043-X/K2